# Cormeray
Cormeray je francouzská obec v departementu Loir-et-Cher v regionu Centre-Val de Loire. V roce 2011 zde žilo 1 560 obyvatel.

## Sousední obce
Cellettes, Feings, Fresnes, Cheverny, Chitenay

## Vývoj počtu obyvatel
Počet obyvatel